# Tellurometer

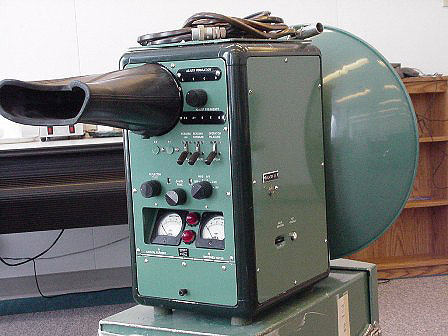
Tellurometer Model M RA 1

Das Tellurometer (lat.-griech.) war das erste erfolgreiche Entfernungsmessgerät auf Mikrowellenbasis.
Das erste Tellurometer wurde 1957 vom Trevor Lloyd Wadley (Telecommunications Research Laboratory of the South African Council for Scientific and Industrial Research, CSIR) erfunden und als M/RA 1 vermarktet. Das Gerät war zwar weniger genau als die damals verwendeten Geodimeter, die mit Lichtwellen arbeiteten, konnten aber besser transportiert werden. Das Sendegerät und der Reflektor wogen je 17 kg. Das Einrichten einer genauen Messung benötigte einige Zeit, bis einerseits die in Röhrentechnik gehaltene Elektronik aufgewärmt war und die Umgebungstemperatur am Gerät kompensiert war.
Das Tellurometer arbeitet mit Mikrowellen, wobei eine Station die Wellen sendet, die ferne Station die Wellen moduliert zurücksendet, so dass man aus der Phasenverschiebung deren Entfernung berechnen kann. Das Instrument kann bei Dunkelheit in Regen und Nebel benutzt werden und reicht für Entfernungen von bis zu 70 km.